# Gare de Lehnitz
La gare de Lehnitz est une gare ferroviaire de la ligne de Berlin à Stralsund. Elle est située au centre de Lehnitz qui devient en 2003 un quartier d'Oranienbourg en Allemagne.

## Histoire
La gare ouvre le 10 avril 1878 uniquement pour les voyageurs.
Le 4 octobre 1925, le trafic est électrifié. En 1945, une voie est démantelée pour être une indemnité de guerre de l'Union Soviétique. Le trafic demeure sur une voie. La plate-forme orientale n'est pas utilisée depuis 1964, puisque seule la S-Bahn s'arrête à Lehnitz.
En 1977, la ligne commence à être étendue à quatre voies. Après la construction d'un nouveau pont sur le canal Oder-Havel, la gare de Lehnitz est entièrement reconstruite. Le trafic passe à l'ouest, au sud-ouest de l'ancienne. La nouvelle gare ouvre en mars 1980, l'ancienne est détruite l'année suivante. Au début, les trains S-Bahn n'utilisent que la piste occidentale tandis que les trains longue distance sont sur la ligne orientale.

## Service des voyageurs

### Desserte
La gare est desservie par les trains de la ligne 1 du S-Bahn de Berlin, à raison d'un train toutes les vingt minutes, sauf le week-end lors du service de nuit où la gare est desservie par un train toutes les trente minutes.